# ママに宿題
『ママに宿題』（ママにしゅくだい）は、1995年7月24日 - 9月1日にTBS「花王 愛の劇場」枠にて放送された日本の昼ドラマである。オフィス・トゥー・ワン制作。

## キャスト
- 床嶋佳子
- 中本賢
- 八名信夫
- 中原早苗
- 長谷川真弓
- 原田泰造[1]
- 太田翔平
- 蜷川みほ
- 類家拓也
- 小林俊平
- 柴崎蛾王

## スタッフ
プロデューサー：富田勝典・中津留誠
演出：富田勝典・高橋尚樹・松村聖治
　　　　　　

## 主題歌
- 「胸いっぱいの夏」TWO of US

作詞：川久保秀一・平出よしかつ
作曲：川久保秀一・山田直毅
編曲：山田直毅